# Damen og enhjørningen
Damen og enhjørningen (fransk: La Dame à la licorne) er en moderne titel givet til seks gobeliner, der er blevet fremstillet i millefleur-stil ("tusinde blomster") og vævet i Flandern i uld og silke efter design fra Paris omkring år 1500. Gobelinerne er udstillet på Musée de Cluny i Paris.
De fem af tapeterne bliver almindeligvis fortolket som at skulle vise de fem sanser; smag, hørelse, syn, lugt og følesansen. Den sjette viser ordene "À mon seul désir". Gobelinerne formål er usikkert, men det er blevet fortolket som at skulle repræsentere kærlighed eller forståelse. Hver af de seks gobeliner afbildninger en adelsdame med en enhjørning på sin venstre side og en løve på højre side, og på nogle af gobelinerne er der også en abe.